# Michel Verstraete
Pour les articles homonymes, voir Verstraete.
Michel Verstraete, né le 22 mars 1918 à Maucomble et mort le 4 juillet 1968 à Villeneuve-Saint-Georges, est un militaire français d'origine belge, résistant et Compagnon de la Libération. 

## Biographie

### Jeunesse et engagement
Fils d'un marchand et d'une ménagère originaires de Zarren en Belgique, Michel Verstraete naît le 22 mars 1918 à Maucomble, alors en Seine inférieure, où ses parents se sont réfugiés pour fuir l'occupation allemande. De retour en Belgique après la guerre, Michel effectue ses études secondaires au collège Saint-François-Xavier de Bruges jusqu'en 1936 avant d'intégrer une classe préparatoire de Droit jusqu'en 1938. Il se poursuit cependant pas cette voie et décide de s'engager la même année dans l'armée française et intègre la légion étrangère. Après ses classes, il passe presque deux ans en Algérie et au Maroc.

### Seconde Guerre mondiale
Au printemps 1940, Michel Verstraete est muté à la toute nouvelle 13e demi-brigade de légion étrangère (13e DBLE) avec laquelle il participe à la Bataille de Narvik au cours de la campagne de Norvège. À l'issue de cette dernière, la 13e DBLE débarque en Bretagne en juin 1940 en vue de poursuivre la bataille de France. Cependant l'avancée des troupes allemandes la contraint à réembarquer immédiatement en direction de l'Angleterre. Sous l'impulsion du capitaine Kœnig et du lieutenant-colonel Magrin-Vernerey, Michel Verstraete fait partie des légionnaires qui décident de se rallier à la France libre.
Engagé dans les forces françaises libres et toujours au sein de la 13e DBLE, il participe avec elle à l'expédition de Dakar en septembre 1940 puis à la campagne d'Érythrée au début de l'année 1941 et la campagne de Syrie en juin suivant. Lors de la guerre du désert en Libye, il prend part à la bataille de Bir Hakeim en juin 1942 et y est blessé par un éclat d'obus. Après avoir été détaché quelque temps dans une mission de liaison franco-britannique dans la zone du canal de Suez, il est promu adjudant et retrouve la 13e DBLE en tant que chef de pièce de mortier au début de l'année 1943 lors de la campagne de Tunisie. Prenant part à la campagne d'Italie à partir d'avril 1944, il s'y illustre le 21 mai en arrêtant une violente contre-attaque ennemis, action lui valant une citation à l'ordre de la brigade,.
En août 1944, il participe au débarquement de Provence puis à la libération de la France qui s'en suit. Le 30 novembre 1944 à Fresse-sur-Moselle, lors de la campagne des Vosges, il subit une seconde blessure blessure. Refusant d'arrêter le combat, il quitte volontairement l'hôpital avant la fin de sa convalescence et rejoint ses camarades sur le front de la bataille d'Alsace lors de laquelle il se distingue à Kogenheim et à Elsenheim en assurant des tirs de mortier précis qui gènent l'avancée des troupes ennemies. Envoyé dans les Alpes, il termine la guerre lors de la bataille de l'Authion.

### Après-Guerre
Après sa démobilisation en 1946, Michel Verstraete reste en France où il travaille comme représentant de commerce. En 1948, il devient directeur d'une manufacture à Paris.
Michel Verstraete meurt le 4 juillet 1968 à Villeneuve-Saint-Georges et est inhumé à Boissy-Saint-Léger.

## Décorations
|  |  |  |
|  |  |  |
|  |  |  |
|  |  |  |

| Chevalier de l'Ordre de la Légion d'Honneur                          | Chevalier de l'Ordre de la Légion d'Honneur                          | Chevalier de l'Ordre de la Légion d'Honneur                          | Compagnon de la Libération Par décret du 17 novembre 1945 | Compagnon de la Libération Par décret du 17 novembre 1945 | Compagnon de la Libération Par décret du 17 novembre 1945 | Croix de guerre 1939-1945 Avec une étoile de bronze                            | Croix de guerre 1939-1945 Avec une étoile de bronze                            | Croix de guerre 1939-1945 Avec une étoile de bronze                            |
| Médaille des blessés de guerre                                       | Médaille des blessés de guerre                                       | Médaille des blessés de guerre                                       | Médaille de la Résistance française                       | Médaille de la Résistance française                       | Médaille de la Résistance française                       | Croix du combattant volontaire Avec agrafe "Guerre 1939-1945"                  | Croix du combattant volontaire Avec agrafe "Guerre 1939-1945"                  | Croix du combattant volontaire Avec agrafe "Guerre 1939-1945"                  |
| Croix du combattant volontaire de la Résistance                      | Croix du combattant volontaire de la Résistance                      | Croix du combattant volontaire de la Résistance                      | Croix du combattant                                       | Croix du combattant                                       | Croix du combattant                                       | Médaille coloniale Avec agrafes "Érythrée", "Bir Hakeim", "Libye" et "Tunisie" | Médaille coloniale Avec agrafes "Érythrée", "Bir Hakeim", "Libye" et "Tunisie" | Médaille coloniale Avec agrafes "Érythrée", "Bir Hakeim", "Libye" et "Tunisie" |
| Médaille commémorative des services volontaires dans la France libre | Médaille commémorative des services volontaires dans la France libre | Médaille commémorative des services volontaires dans la France libre | Médaille commémorative française de la guerre 1939-1945   | Médaille commémorative française de la guerre 1939-1945   | Médaille commémorative française de la guerre 1939-1945   | Médaille commémorative de la campagne d'Italie                                 | Médaille commémorative de la campagne d'Italie                                 | Médaille commémorative de la campagne d'Italie                                 |